# Фриц Тот
Фриц Тот (Пфорцхајм, 4. септембар 1891 — Кентшин, 8. фебруар 1942) је био немачки инжењер, истакнута фигура у нацистичкој хијерархији и оснивач организације Тот. У периоду између 1940. и његове смрти 1942. је вршио функцију министра за оружје и муницију.

## Биографија

### Младост
Тот је рођен у Пфорцхајму као син власника фабрике. Студирао је инжерство у Карлсруеу, а образовање је наставио у Школи за напредне техничке студије у Минхену. Учествовао је у Првом светском рату, прво као члан пешадијске јединице, а затим као извиђач за ваздушне снаге. Добро је извршавао своје задатке, због чега је награђен Гвозденим крстом.

### Нацистичка каријера
Након рата, завршио је студије 1920. године и запослио се у цивилној инжењерској фирми Сагер и Вернер, која се бавила изградњом аутопутева и тунела. Нацистичкој партији се прикључио 1922, а касније и СС-у. Постављен је на позицију пуковника у штабу Хајнриха Химлера 1931. године, када је и докторирао.
Тот је издао стручни рад 1930. у којем је предложио начин да се искористи рад једног милиона људи. Адолф Хитлер је био импресионирам тим радом и поставио је Тота на чело нове компаније у државном власништву, која се бавила изградњом аутопутева, и која је била заслужна за изградњу Аутобана. Основао је организацију Тот 1938. која је укључивала приватне и државне фирме и која се бавила пројектовањем и изградњом свих важнијих инфраструктурних објеката у Трећем рајху. Био је задужен и за изградњу Зигфридове линије.
Постављен је за министра за оружје и муницију 1940. године. Следеће године је добио задатак да обнави инфраструктуру у освојеним деловима западне Европе, а 1942. је био задужен за обнову путева и железнице у Совјетском Савезу. Тотово напредовање у партији га је довело у конфликт са Херманом Герингом и Мартином Борманом.
Тот је био заслужан и за изградњу Атлантског бедема који је представљао бетонску заштиту за немачке подморнице дуж француске обале према Атлантском океану. Сви већи технички задаци у Трећем рајху су њему били поверени, и он је имао мгућност да користи милионе заробљеника као робовску радну снагу за завршетак својих пројеката. Често се сукобљавао са Герингом, али је уживао велико поверење код Хитлера. После једне инспекције на Источном фронту, рекао је Хитлеру да би без боље опреме и већих залиха било боље окончати рат са Совјетским Савезом.

### Смрт
Погинуо је у авионској несрећи, у тренутку када је путовао да се састане са Хитлером у Растенбургу. Његову позицију је наследио Алберт Шпер, који је требало да буде у истом авиону као и Тот, али га је пропустио.